# Walter Parratt

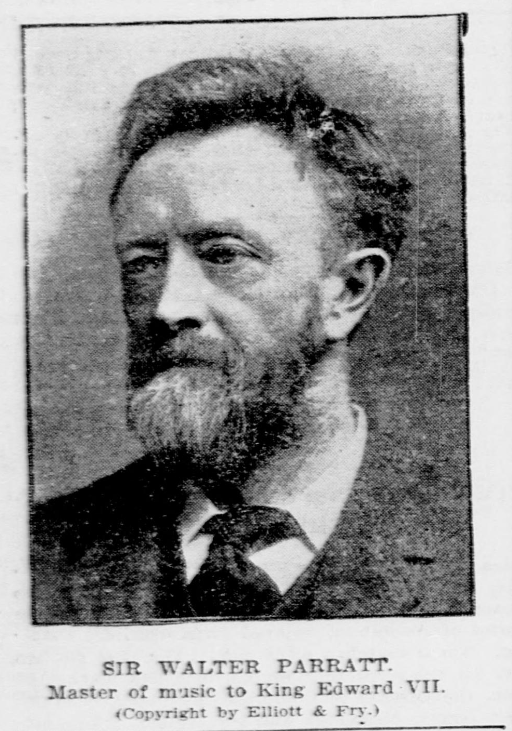
Walter Parratt, 1902

Sir Walter Parratt (* 10. Februar 1841 in Huddersfield; † 27. März 1924 in Windsor) war ein englischer Organist, Musikpädagoge, Chorleiter und Komponist.

## Leben
Der Sohn des Organisten Thomas Parratt hatte Orgelunterricht bei seinem Vater und George Cooper junior. Elfjährig wurde er Organist an der Armitage Bridge Church, von 1854 bis 1861 war er Organist der St. Paul’s church seiner Heimatstadt. Bis 1868 hatte er eine Anstellung als Privatorganist des Earl of Dudley auf Witley Court. Von 1868 bis 1872 war er Organist an der Wigan Parish Church.
1872 wurde Parratt Nachfolger von John Stainer am Magdalen College in Oxford. Er hatte die Stelle zehn Jahre inne und beeinflusste in dieser Zeit das musikalische Leben an der Oxford University maßgeblich. Ab 1882 war er Organist an der St George’s Chapel auf Windsor Castle. Zugleich wurde er Dirigent der Windsor and Eaton Madrigal Society und der Windsor and Eaton Choral Society. 1883 wurde er Professor für Orgel am Royal College of Music. 1892 wurde er in den Adelsstand erhoben, im Folgejahr wurde er Master of the Queen’s Music der Königin Victoria und Königlicher Privatorganist. In gleicher Funktion diente er auch ihren Nachfolgern Eduard VII. und Georg V. Von 1908 bis 1918 war er Professor für Musik an der Oxford University.
Parratt komponierte Schauspielmusiken, kirchenmusikalische Werke, Anthems, Lieder, Orgel- und Klavierstücke. Seine größte Bedeutung hatte er jedoch als Interpret insbesondere des Orgelwerkes Johann Sebastian Bachs und vor allem als Orgellehrer.